# 托尔沃伊
托尔沃伊，是匈牙利绍莫吉州所辖的一个村。总面积11.42平方公里，总人口264，人口密度23.1人/平方公里（2011年1月1日）。